# 桂南省藤
桂南省藤（学名：Calamus austroguangxiensis）又名上思省藤，为棕榈科省藤属下的一个种。

## 扩展阅读
- 維基物種上的相關：桂南省藤